# Estelle Parsons
Estelle Margaret Parsons (* 20. November 1927 in Marblehead, Massachusetts) ist eine US-amerikanische Schauspielerin. Für ihren Auftritt in dem Film Bonnie und Clyde (1967) wurde sie mit dem Oscar als Beste Nebendarstellerin ausgezeichnet.

## Leben
Estelle Parsons studierte zunächst Jura an der Boston University, wandte sich aber dann dem Schauspielgeschäft zu. In den frühen 1950er-Jahren betätigte sie sich als Sängerin sowie schließlich als Mitarbeiterin der Fernsehsendung The Today Show, bei der sie bis zur Produzentin aufstieg. Sie verfolgte ebenfalls ihre Schauspielkarriere mit Theaterauftritten weiter und erzielte erstmals größere Aufmerksamkeit, als sie 1963 mit dem Theatre World Award für ihre Darstellung in dem Stück Whisper into My Good Ear/Mrs. Dally Has a Lover ausgezeichnet wurde. 1964 wurde sie für ihre Auftritte in zwei Off-Broadway-Stücken mit dem Obie Award geehrt. In den folgenden Jahrzehnten etablierte sich Parsons als angesehene Bühnendarstellerin. Zwischen 1969 und 2014 wurde sie für ihre Mitwirkungen an Broadway-Produktionen insgesamt fünfmal für den Tony Award nominiert. 
1963 machte Parsons ihr Filmdebüt mit einer kleineren Rolle in Frank Perrys Ladybug Ladybug. Einem breiteren Filmpublikum wurde sie 1967 durch den Kinofilm Bonnie und Clyde von Arthur Penn bekannt, in dem sie Clydes Schwägerin Blanche Barrow (1911–1988) verkörperte und hierfür einen Oscar in der Kategorie Beste Nebendarstellerin erhielt. Nur ein Jahr später wurde sie für ihre Rolle in Die Liebe eines Sommers an der Seite von Paul Newman und Joanne Woodward erneut für den Oscar nominiert. Parsons spielte in der Folgezeit in Film- und Fernsehproduktionen besonders häufig neurotisch oder fanatisch wirkende Frauen. Daneben stellte sie ihr komödiantisches Talent in der US-Fernsehserie Roseanne unter Beweis, in der sie zwischen 1988 und 1997 als Roseannes Mutter Beverly Harris zu sehen war. Auch in der Neuauflage der Serie, die seit dem Rauswurf von Roseanne Barr Die Conners (seit 2018) heißt, wirkte sie zuletzt in derselben Rolle mit.
Die Theaterbühne blieb allerdings in der Regel die Priorität von Parsons, die seit Jahrzehnten mit dem Actors Studio in New York zusammenarbeitet. Parsons führte auch selbst bei einigen Theaterproduktionen die Regie und unterrichtete Schauspiel.
In den 1940er-Jahren war ihr erster Freund Jack Lemmon, mit dem sie später auch gemeinsam auf der Bühne stand. Von 1953 bis 1958 war sie mit dem Autor Richard Gehman verheiratet, mit dem sie Zwillingstöchter hat. 1983 heiratete sie den Anwalt Peter L. Zimroth, das Paar adoptierte im selben Jahr ein Kind. Parsons und Zimroth waren bis zu Zimroths Tod, im November 2021, verheiratet.

## Filmografie (Auswahl)
- 1963: Ladybug Ladybug
- 1963: Preston & Preston (The Defenders, Fernsehserie, 1 Folge)
- 1967: Bonnie und Clyde (Bonnie and Clyde)
- 1968: Die Liebe eines Sommers (Rachel, Rachel)
- 1970: Watermelon Man
- 1970: Kein Lied für meinen Vater (I Never Sang for My Father)
- 1970: Der Sheriff (I Walk the Line)
- 1973: Zwei Menschen unterwegs (Two People)
- 1974: Bei mir liegst du richtig (For Pete’s Sake)
- 1976: Die zehnte Stufe (The Tenth Level, Fernsehfilm)
- 1979: Weißes Haus, Hintereingang (Backstairs at the White House, Fernseh-Miniserie)
- 1988–1997, 2018: Roseanne (Fernsehserie, 61 Folgen)
- 1989: Lemon Sisters (The Lemon Sisters)
- 1990: Dick Tracy
- 1995: Kaffee, Milch und Zucker (Boys on the Side)
- 1997: Dieser verflixte Kater (That Darn Cat)
- 1997: Ein Hauch von Himmel (Touched by an Angel; Fernsehserie, Folge Sandcastles)
- 1998: Der Liebesbrief (The Love Letter, Fernsehfilm)
- 1999: Willkommen in Freak City (Freak City, Fernsehfilm)
- 2002: Law & Order: New York (Fernsehserie, Folge Denial)
- 2004: Frasier (Fernsehserie, 2 Folgen)
- 2005: Empire Falls (Fernseh-Miniserie, 2 Folgen)
- 2013: Good Wife (Fernsehserie, Folge What’s in the Box?)
- 2016–2019: Grace and Frankie (Fernsehserie, 3 Folgen)
- 2018: Diane
- 2018–2024: Die Conners (The Conners; Fernsehserie, 10 Folgen)